# Чаплинка (Тверская область)
Чаплинка — деревня в Кашинском городском округе Тверской области.

## География
Находится в юго-восточной части Тверской области на расстоянии приблизительно 13 км на восток-юго-восток по прямой от города Кашин.

## История
Деревня была показана ещё на карте 1825 года. В 1859 году здесь (деревня Кашинского уезда) было учтено 11 дворов, в 1978 — 10. До 2018 года входила в состав ныне упразднённого Карабузинского сельского поселения.

## Население
Численность населения: 66 человек (1859 год), 5 (русские 100 %) в 2002 году, 5 в 2010.